# 邯郸东风豫剧团
邯郸东风豫剧团位于河北省邯郸市东风路，剧团成立于1959年，其前身是创办于1958年的邯郸专区戏曲学校豫剧班。剧团曾被周恩来邀请至中南海演出，并被毛泽东亲自安排参加庆祝中华人民共和国成立10周年的演出活动。邯郸东风豫剧团在豫剧表演风格上有所突破，其表演风格被称为“豫剧北派艺术”。
现任团长是国家一级演员、梅花奖得主苗文华。